# Rolf Lehnert
Rolf Lehnert (* 17. März 1930 in Ostrau) ist ein deutscher Publizist. Von 1962 bis 1964 war er Chefredakteur der Geraer Volkswacht und von 1966 bis 1972 Chefredakteur der Berliner Zeitung.

## Leben
Nach dem Besuch der Volks- und Realschule war Lehnert von 1947 bis 1949 Lehrling und Volontär in der Druckerei des Sachsen-Verlags in Dresden. In 1949 wurde er Redaktionsassistent bei der Zeitschrift Zeit im Bild in Dresden. In den Jahren 1949 und 1950 war er Redakteur der FDJ-Zeitung Junge Welt. Von 1950 bis 1955 war er Mitglied des Redaktionskollektivs und Abteilungsleiter bei der Jungen Welt.
Von 1953 bis 1961 absolvierte er ein Fernstudium an der Sektion Journalistik der Karl-Marx-Universität Leipzig und schloss dies mit dem Abschluss zum Diplom-Journalist 1954 ab. Im darauffolgenden Jahr studierte er an der Hochschule des Komsomol in Moskau. Von 1955 bis 1962 arbeitete er wieder bei der Jungen Welt; ab 1961 als stellvertretender Chefredakteur. Von 1962 bis 1964 war er Chefredakteur des SED-Bezirksorgans Volkswacht in Gera. Im Anschluss wechselte er zur Berliner Zeitung, wo er erst Stellvertretender und von 1966 bis 1972 als Nachfolger von Joachim Herrmann Chefredakteur war. Sein Nachfolger wurde Dieter Kerschek. Er schied aus gesundheitlichen Gründen aus und wurde später Leiter der Abteilung Dokumentation des SED-Zentralorgans Neues Deutschland.
Von 1968 bis 1973 war er Vorsitzender des Verbands der Journalisten der DDR, Bezirksverwaltung Berlin.
Lehnert wurde 1946 Mitglied der FDJ und 1947 Mitglied der SED. Er wurde 1969 mit dem Vaterländischen Verdienstorden ausgezeichnet.